# Antonio Pérez (Jesuit)
Antonio Pérez SJ (* 19. März 1599 in Puente la Reina; † 2. März 1649 in Corral de Almaguer) war ein spanischer Philosoph und Jesuit.

## Leben
Pérez trat am 19. März 1613 in das Noviziat der Jesuiten ein. Nach seiner Ausbildung an der Universität Salamanca lehrte er von 1630 bis 1633 am Jesuitenkolleg in Valladolid Philosophie, ab 1634 Philosophie in Salamanca. Von 1642 bis 1648 lehrte er am Collegio Romano, der heutigen Päpstlichen Universität Gregoriana in Rom. Er verfasste mehrere Bücher und Kommentare zur Summa Theologica des heiligen Thomas von Aquin, die in Rom und Lyon veröffentlicht wurden. Seine Lehre, dass diese Welt die beste aller möglichen Welten sei, gilt als schulbildend für diese These; zum Kreis um Perez am Collegio Romano gehörten Martin de Esparza Artieda, Francesco Maria Sforza Pallavicino, Thyrsus González, Gilles Estrix und andere. Gottfried Wilhelm Leibniz hat seine Werke studiert und  geschätzt, wie wir aus dem Briefwechsel mit Bartholomäus des Bosses wissen. Pérez erkrankte auf dem Rückweg nach Spanien und starb. Das Datum seines Todes ist nicht sicher, es ist zweifelhaft, ob es der 27. Februar oder der 2. März 1649 war.
Von ihm erwähnte Werke (Logica und De anima) sind nicht mehr erhalten. Andere postum erschienene Werke werden von der Forschung in Teilen als problematisch angesehen, weil sie unklare Passagen enthalten, die er zu Lebzeiten nicht mehr verbessern konnte. Seine Handschriften sind weitestgehend noch verfügbar.

## Werke
- In primam partem D. Thomae Tractatus V. Rom 1656.
- Tractatus der iustitia et iure, de restitutione et poenitentia. Rom 1668.
- In secundam et tertiam partem D. Thomae Tractatus VI. Lyon 1669.